# Mount Doumani
Mount Doumani ist ein markanter und 3240 m hoher Berg im westantarktischen Marie-Byrd-Land. Im Königin-Maud-Gebirge ragt er zwischen dem Johns-Gletscher und dem Kansas-Gletscher auf der Nordseite des Watson Escarpment auf.
Das Advisory Committee on Antarctic Names benannte ihn 1967 nach dem Geologen George Alexander Doumani (* 1929), der im antarktischen Winter 1959 auf der Byrd-Station tätig war und in späteren Jahren die Horlick Mountains sowie Mount Weaver erkundet hatte.